# Disney Store
Disney Store es una cadena internacional especializada en vender solamente artículos de Disney, muchos de estos son exclusivos. Disney Store es un negocio de unidad para los consumidores de productos de Disney.

## Historia
La primera Disney Store abrió en Glendale Galleria en Glendale, California el 28 de marzo de 1987. En abril de 1990, el establecimiento número 50 fue abierto en la Plaza Montclair, Montclair, California, así como la primera cocina de Mickey, un restaurante de comida rápida con 25,000 visitantes diarios sin ninguna promoción.
La primera Disney Store fuera del país fue abierta en la calle de Regent, Londres, Inglaterra en noviembre de 1990. La segunda cocina de Mickey fue abierta en mayo de 1991 en Schaumburg, Illinois.
El primer establecimiento japonés abierto fue en 1992 así como el establecimiento de la primera tienda australiana. En marzo, las Disney Stores cerraron las dos cocinas de Mickey como restaurantes ya que estaban quebrando aunque recibían bien a los clientes pero la compañía quería enfocarse en su expansión fuera del país.
En septiembre de 2000, Disney Store rediseñó dos tiendas como prototipos en Costa Mesa y Cherry Hill, N.J. con más espacio, con alta tecnología donde podías comprar los boletos de los parques temáticos vía estaciones computarizadas. Cuando Disney indicó que su nuevo modelo iba a ser transmitido a las 350 tiendas, también anunciaron que se iban cerrar 100 establecimientos alrededor del mundo. Sin embargo, analistas indicaron que Disney habían construido tiendas de más. Para abril de 2001, 20 tiendas fueron rediseñadas con alta tecnología cuando el nuevo presidente, Peter Whitford, fue contratado.
| Número de tiendas | Número de tiendas | Número de tiendas   |
| Año               | Licencia          | Propiedad de Disney |
| ----------------- | ----------------- | ------------------- |
| 1987              | N/A               | 1                   |
| 1990              | N/A               | 50                  |
| 1992              | N/A               | 126                 |
| 2001              | N/A               | 700                 |

En el año 2002, dos nuevos prototipos fueron transmitidos en el parque Canoga y Torrance. En marzo de 2002, Disney Stores alrededor del mundo anunciaron que la cadena se iba a dividir en dos tipos de tiendas, "Disney play" y "Disney kids at home" mientras seguían cerrando tiendas hasta alcanzar 350 en el 2005. Las tiendas de Disney Play tendría juguetes de personajes de Disney, muñecas y disfraces para los niños jóvenes, mientras Disney kids at home tenía como objetivo los padres que buscaran comprar muebles, ropa y productos para el cuarto o el baño para sus hijos. Algunos esperaban ser un híbrido, mezclar ambos conceptos. Esto se suponía que tomaría 3 años.
El 31 de marzo de 2003, sus 16 tiendas en Australia cerraron.
Aunque las tiendas de Disney mantenían sus ventas fuertes, pero los costos de ventas y operación eran mayores, las perdidas de las llaves ejecutivas de quienes manejaban el éxito de las tiendas de Disney llevaron a Walt Disney Company a convertir las tiendas de Disney en una licencia de operación. Las tiendas japonesas fueron vendidas a la Oriental Land Company en 2002, mientras que en el resto de norte América las tiendas fueron vendidas con licencia en noviembre de 2004 a The Children's Place. La compañía de Disney decidió mantener sus tiendas en Europa, al igual que la tienda en Manhattan, la cual se convirtió en la tienda del mundo de Disney.[cita requerida]
The Children's Place intentó regovirizar la marca de las tiendas de Disney en los Estados Unidos, expandiendo el número de tiendas y reduciendo los precios de venta iniciales. Previamente la tiendas de Disney fueron conocidas por sus precios excesivos, que serían rebajados sustancialmente después de unas pocas semanas. También The Children's Place abrió outlets de tiendas de Disney, que tenían precios de operación más bajos y típicamente tenían mejor margen de ganancia a pesar de que tenían precios menores que en los centros comerciales. Sin embargo, el acuerdo de licencia de Disney era estricto e incluía el monto que se debían gastar en las remodelaciones, esto contribuyó a que The Children's Place se saliera del negocio.

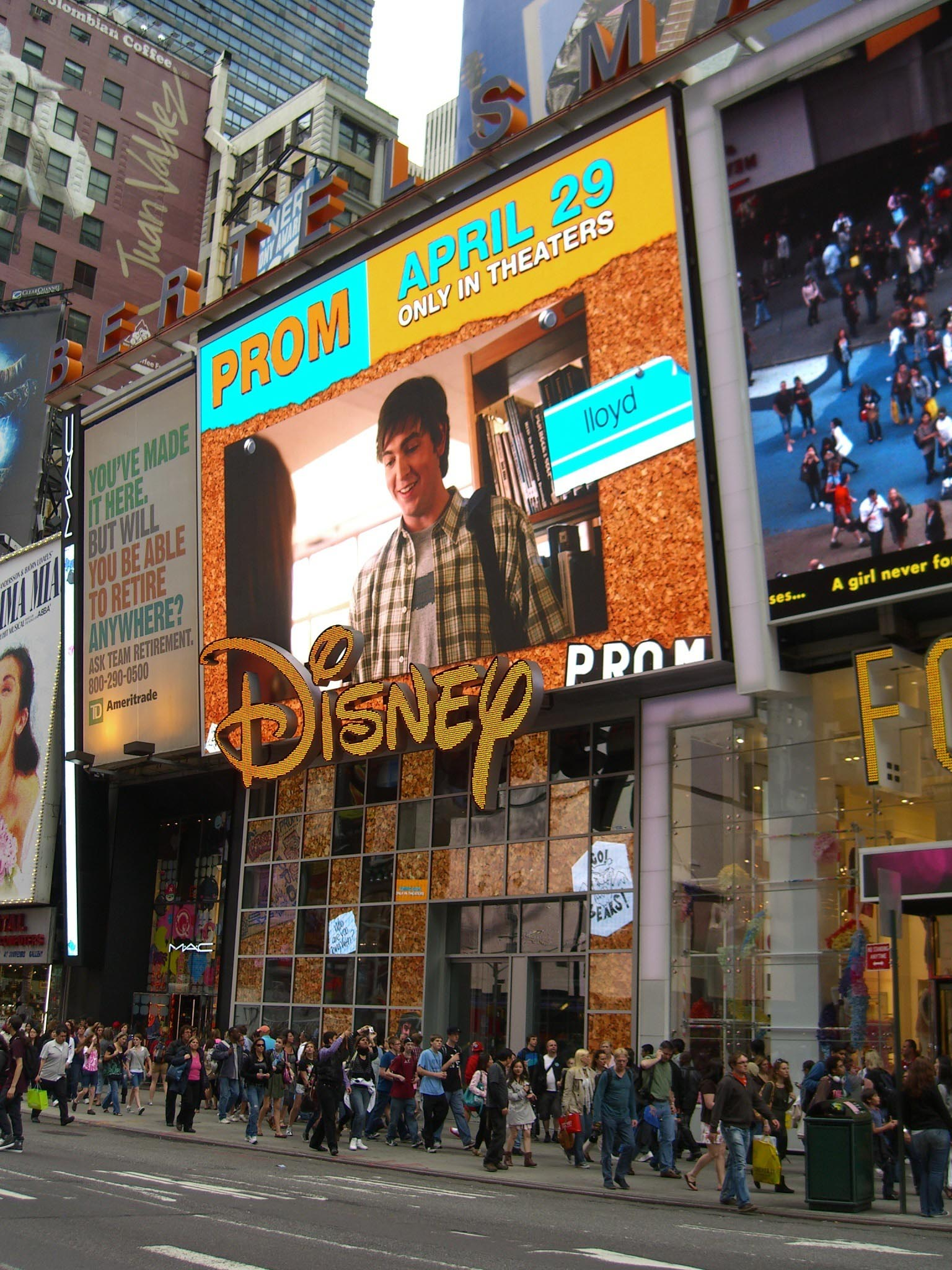
La tienda de Times Square.

Hoop Retail, la subsidiaria de the Children's Place operadora de las tiendas de Disney, anunció el 20 de marzo de 2008, que estaban en negociaciones con The Walt Disney Company para vender la marca de Disney Stores. Hoop Retail lleno el capítulo 11 de bancarrota en marzo. El primero de mayo de 2008, 231 tiendas de Disney en norte América una vez más se convirtieron en propiedad de Disney, operando bajo el brazo de Disney Consumer Products.
Además Disney anunció en noviembre de 2009 que estaban planeando un relanzamiento masivo y renombró la marca de todas los tiendas Disney Store, encabezado por Steve Jobs de Apple, que fue pionero del concepto de las Apple Store, quien fue pionero del concepto de las Apple Retail Store. El nuevo aspecto y la sensación de la tienda fue diseñado por la empresa de diseño con sede en Nueva York, Pompei A.D. Encofrado con los parques y Resorts de Disney, junto con el mundo de Disney en la quinta avenida de Nueva York en enero de 2010 debido a la renta tan alta, el nuevo diseño de la tienda de Disney se trasladó al 1540 Broadway convirtiéndose en la tienda insignia cuando se abrió a finales de año coronando un año de abrir 20 tiendas.
The Oriental Land Company anunció un acuerdo que vendería sus tiendas Disney japonesas de vuelta a la compañía de Walt Disney. Disney se hizo cargo el 31 de marzo de 2010, Retail Networks Co., Ltd., Oriental Land Company subsidiaria posee las tiendas de Disney en Japón.
La primera tienda irlandesa se abrió el 18 de mayo de 2011.
A principios de septiembre del 2012, las primeras tiendas de bebé Disney abrieron en Americana en Brand, Glendale, California con un centro de operación militar Shower en un miércoles y una gran apertura en sábado. El 21 de septiembre, Disney anunció una asociación con J.C. Penney para abrir un departamento con 750 a 1,100 pies cuadrados en alrededor de 520 Penney. El 25 de octubre de 2015 , Disney anunció que la primera tienda de Disney en Shanghái, China podría abrir en 2015. La nueva tienda sería la más grande tienda de Disney en el mundo con 53,000 pies cuadrados.

## Ubicaciones
La tiendas de Disney estaban localizadas en los centros comerciales y en zonas comerciales de Estados Unidos, Canadá, Dinamarca, Reino Unido, Irlanda, Francia, España, Italia, México, Portugal, Australia y Japón. Un pequeño número de tiendas fueron abiertas en Hong Kong  a pesar de que las tiendas australianas fueron cerradas en 2003 y solamente una tienda de Disney localizada en el Aeropuerto Internacional de Hong Kong, la cual fue nombrado La mágica Disneyland de Hong Kong y administarada por los parques temáticos de Hong Kong. Disney también operó en menor escala 15 lugares en aeropuertos alrededor de los Estados Unidos, que fueron cerradas en la década del 2000.

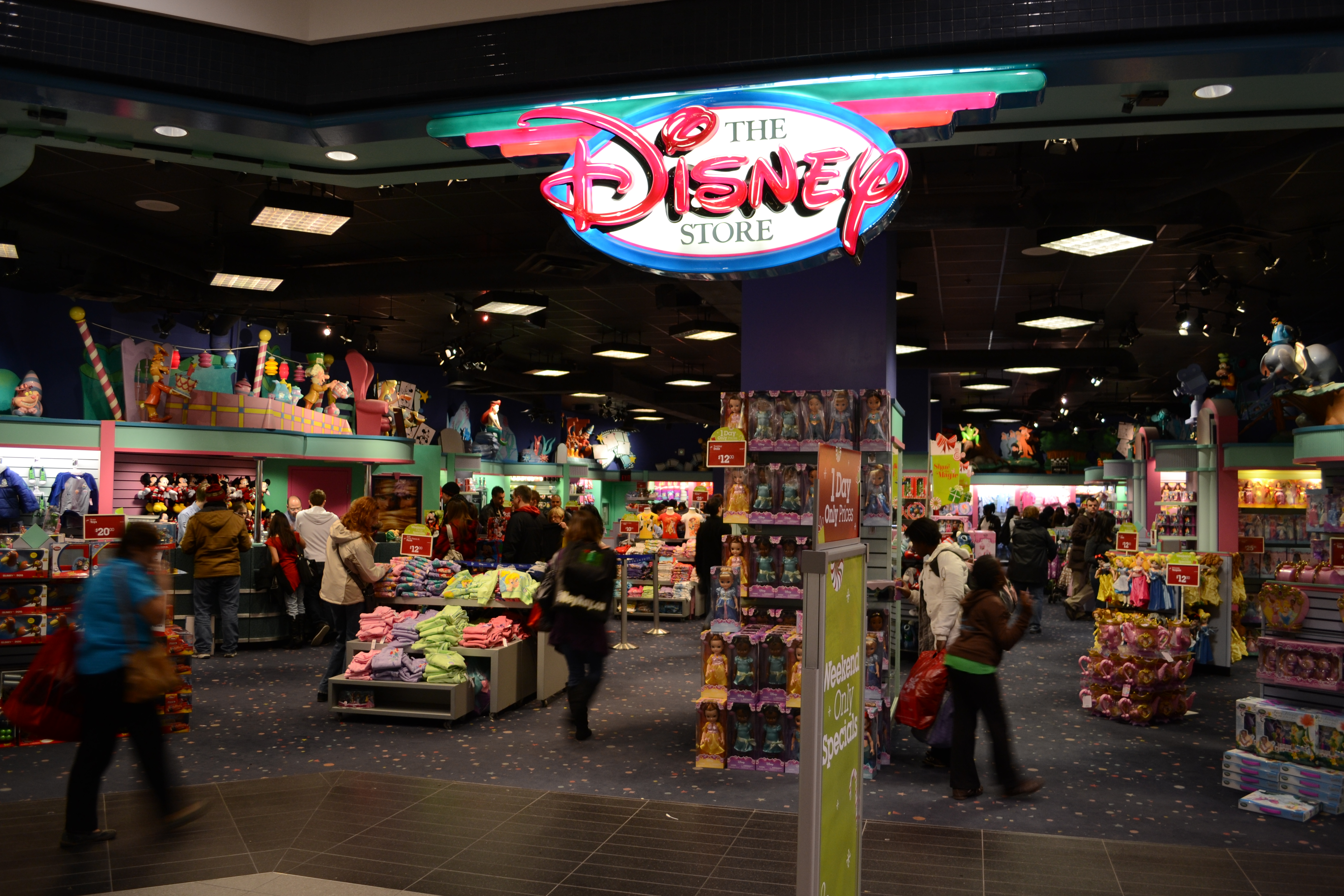
La antigua Disney Store en el Toronto Eaton Centre de Toronto (Ontario, Canadá) en 2010, antes de pasar por una serie de remodelaciones.

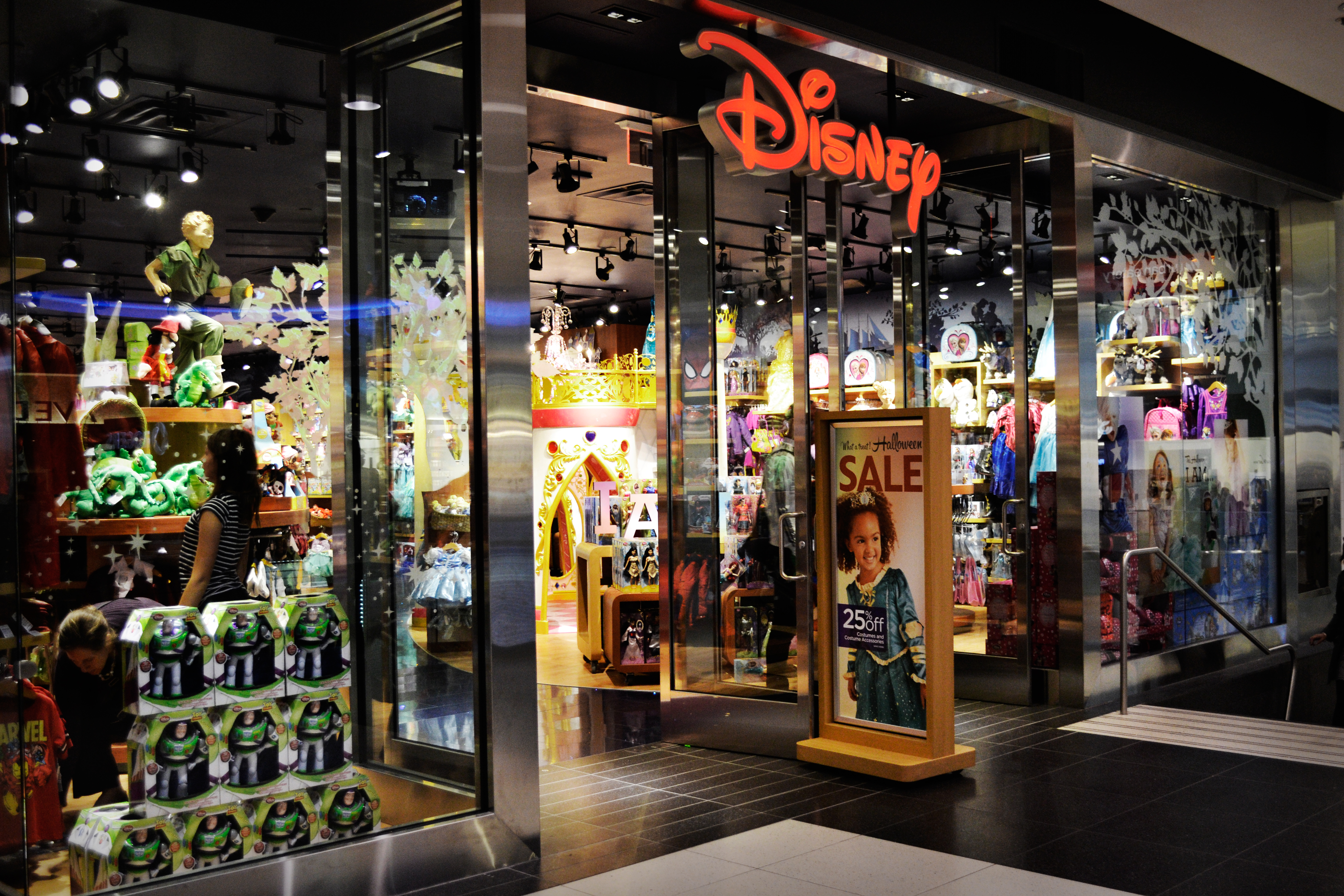
La antigua Disney Store del Toronto Eaton Centre en 2014 tras las reformas. La tienda cerró definitivamente el 22 de septiembre de 2021.

En los Estados Unidos, Canadá y Europa las tiendas de Disney pertenecen a la compañía de Walt Disney Company. A pesar de que las tiendas de Disney japonesas le pertenecen y operan bajo The Oriental Land Company, la compañía que pertenece y opera el Resort de Disney Tokyo, se han vuelto a comprar por The Walt Disney Company. Desde el 21 de noviembre de 2004 hasta el 1 de mayo de 2008, las tiendas de Disney Estados Unidos y Canadá eran de propiedad y operados por Hoop Retail Stores, una subsidiaria de propiedad total de The Children's Place, LLC. Oriental Land opera las tiendas de Disney bajo una licencia a largo plazo con la compañía de Walt Disney, así como le hizo The Children's Place. En el Reino Unido y Europa, Disney opera aproximadamente 30 locales.

## Presencia en línea

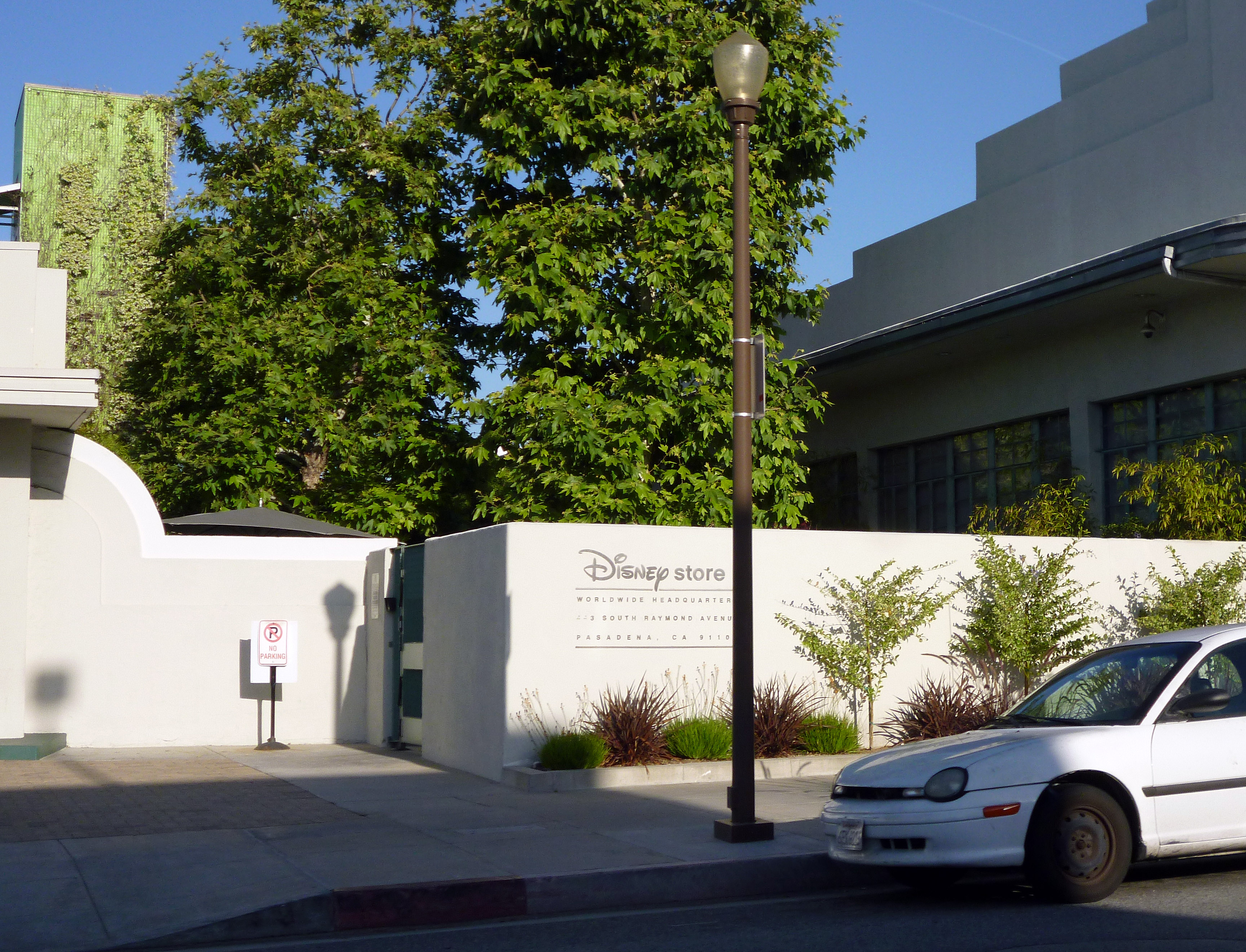
Entrada a la otrora sede central de Disney Store en Pasadena

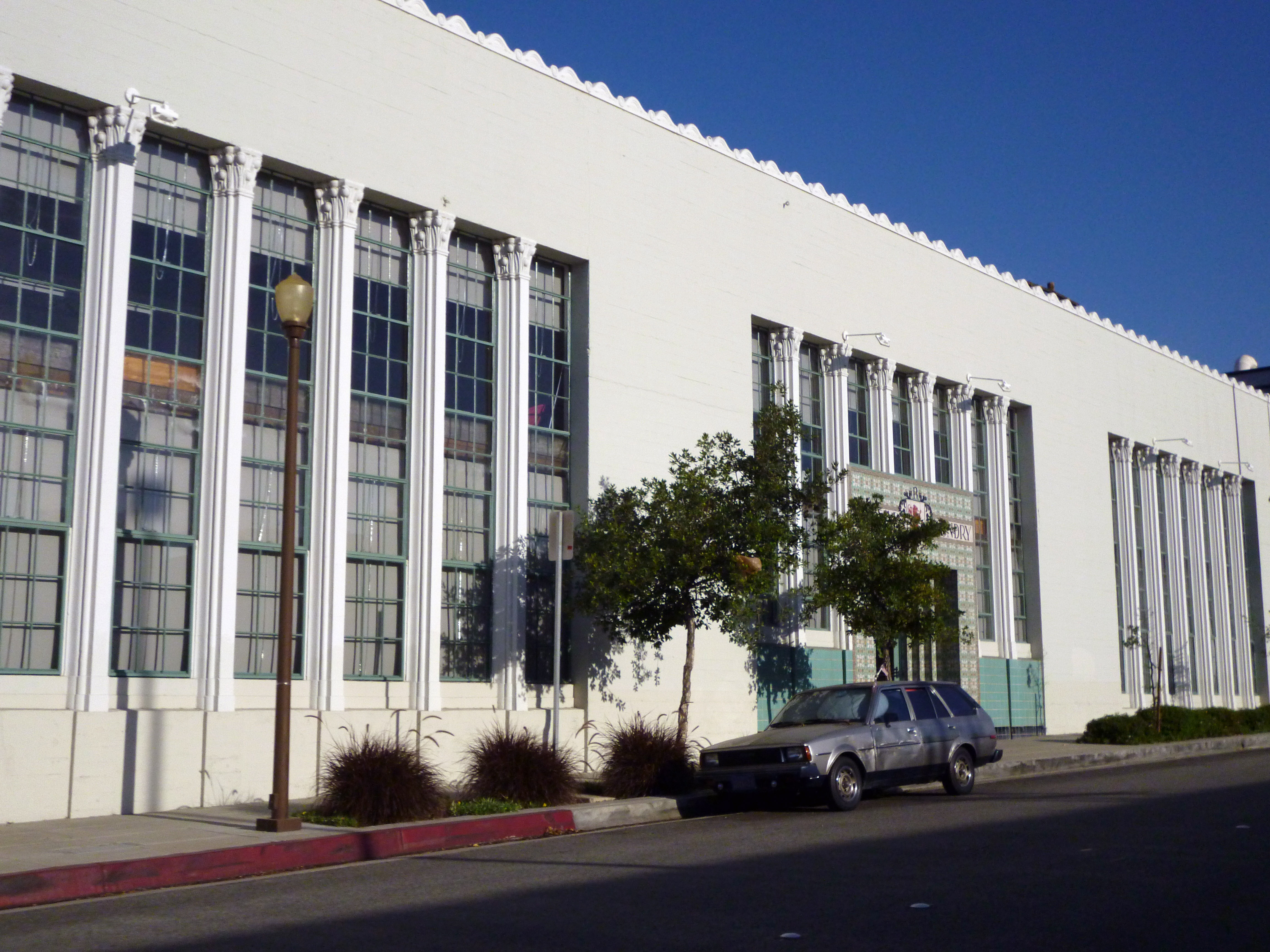
Antigua sede central de Disney Store en Pasadena

El retail en línea comenzó el 19 de noviembre de 1996 con el lanzamiento de Disney Store Online. En ese tiempo el negocio estaba bajo el negocio de Disney.com.
En 1998, la compañía compró Infoseek y esta compra incluía Starwave. Con la compra ahora había muchas propiedades en línea bajo Disney Online incluyendo Disney.com, DisneyStore.com, MrShowbiz.com, Family.com, Movies.com, ESPN.com, NFL.com, NASCAR.com, NHL.com, etc. Esto llevó a un nuevo negocio llamado Buena Vista Internet Group (BVIG) que agrupaba todos los sitios de internet bajo un mismo negocio. En 1999 el negocio fue cambiado de BVIG a Go.com y a continuación, se hiló que fuera como un seguimiento de acción. También en 1999 DisneyStore.com el negocio se movió bajo el nombre de "Disney Direct Marketing" (DDM). DDM era un negocio que estaba completamente bajo la dirección de Disney Consumer Products (DCP) división que corría bajo el catálogo de Disney. Al mismo tiempo que todo esto estaba pasando el equipo que se encargaba del sitio de DisneyStore.com construyó y lanzó ESPNStore.com, NASCARStore.com, DisneyTickets.com y DisneyAuctions.com.
Disney Auctions fue creado en octubre de 2000 en asociación de The Walt Disney Company y eBay. Los artículos como señales y artículos de paseo de Disneyland y Walt Disney World eran comúnmente vendidos como piezas de vestuario y utilería de películas publicadas anteriormente de Walt Disney Studios.
En 2001, DDM cambio a estar directamente bajo el control del negocio de las tiendas de Disney. La venta de Disney Stores a The Children's Place no incluyó la venta de DDM, pero sí incluyó la venta del dominio del sitio web DisneyStore.com, así que en 2004 DisneyStore.com fue cambiado a DisneyDirect.com.
En 2006, un completo a complete rebranding fue hecho. Disney Direct Marketing, Inc. fue cambiado a Disney Shopping, Inc. (DSI), el dominio fue también cambiado de DisneyDirect.com a DisneyShopping.com y el catálogo de Disney fue cerrado. En otoño del 2006 Disney terminó su asociación con eBay y movió el sitio web de Disney Auctions bajo su propio banner. 
En 2008, después de recomprar las tiendas de Disney a The Children's Place, el dominio fue cambiado a DisneyStore.com. En 2009, DisneyAuctions.com fue completamente cerrado. En 2010, DSI fue trasladado de nuevo bajo el control del reciente dueño de Disney Store y un nuevo diseño del sitio completo fue lanzado . También en 2010 , el sitio Disneystore.co.uk fue completamente reconstruido en la misma plataforma que el sitio de Estados Unidos. The Walt Disney Company adquirió Marvel Entertainment en 2009 y en 2011, MarvelStore.com fue relanzado usando la misma tecnología así como el sitio de Disney Store . Una nueva tienda en línea fue lanzada para el mercado francés (DisneyStore.fr) y un nuevo sitio también fue lanzado para el mercado alemán (DisneyStore.de). También en 2011 un versión del sitio web fue lanzada para el celular Disneystore.com, así como una app para el iPhone y iPad. 
En 2012 la compañía se vinculó con Net Distribution Services Pvt Ltd. en India para operar la tienda en línea (shopatDisney.in) para el mercado indio.
En 2013, cuatro nuevas tiendas en línea fueron lanzadas para el mercado europeo. Estas incluían:
- DisneyStore.es (España)
- DisneyStore.it (Italia)
- DisneyStore.dk (Dinamarca)
- DisneyStore.se (Suecia)

En 2014, la compañía asoció con acceso de entretenimiento digital para operar al mercado australiano (Shopmydisney.com.au). También en 2014 una versión de App para Android fue lanzada.

## El juego de Disney Store
Debido a la naturaleza atenta de los empleados de Disney Store, un juego clandestino salió desarrollado entre los jóvenes en la década de 1990. El objetivo del juego era llegar a la pared posterior de la tienda y salir sin que un empleado de la tienda se le acercara y saludara. Muchos empleados de Disney Store estaban al tanto de la existencia del juego.